# Aeroportul Internațional Ciudad Obregón
Aeroportul Internațional Ciudad Obregón (IATA: CEN, ICAO: MMCN) este un aeroport din Ciudad Obregón⁠(d), Cajeme, Sonora, Mexic ce deservește zona Ciudad Obregón⁠(d). Aeroportul a fost tranzitat în 2023 de 426.648 de pasageri. A fost numit după zona deservită.
Situat la o altitudine de 62 m, aeroportul dispune de 1 pistă. Este operat de Aeropuertos y Servicios Auxiliares⁠(d).

## Infrastructură

### Piste
Aeroportul dispune de o singură pistă. Pista 13/31 are suprafața de asfalt și dimensiunile 2.300 m × 45 m. 